# Temple of Love
Temple of Love es el único álbum del grupo Erotic Dreams compuesto por Jan Dekker, Ruud van Es y Rob Papen.
La historia de este grupo musical es bastante misteriosa: sólo se le conoce este álbum, el que consiguió la fama a través de internet donde fue compartido miles de veces a través de los programas P2P que fueron populares durante la década del 2000. En ellos, las copias tenían información vaga y errónea que lo consideraba un «bootleg» del popular grupo alemán «Enigma», de Michael Cretu, en colaboración con el grupo francés «Deep Forest», pero con el tiempo se ha confirmado que estas piezas musicales no tienen ninguna relación con ellos. Situación similar ocurrió con el álbum «Myth» del grupo «Chorus of Tribes», durante esos mismos años.
La escasa información disponible en sitios como Discogs.com y MusicBrainz.org nos indica que el grupo «Erotic Dreams» está compuesto por Jan Dekker, Ruud van Es y Rob Papen, y el disco físico se distribuyó en Europa por la discográfica Dino-Music en el año 1998 en Holanda, y por Metropolitan en el año 1999 en Alemania. Por su parte, el álbum se grabó en «The Fourth Studio».
«Temple of Love» es un álbum instrumental que incluye cantos gregorianos en una fusión similar al estilo del primer álbum de «Enigma», MCMXC a.D., y con sonidos e instrumentos étnicos que lo acercan al del dúo francés Deep Forest.

## Listado de canciones
1. «Temple of Love» (Jan Dekker, Rob Papen, Ruud van Es) — 4:40
2. «Water (Creativity)» (Jan Dekker, Rob Papen, Ruud van Es) — 4:44
3. «It's in the Mind (Not in the Eye)» (Lance) — 3:16
4. «Love me» (Lance) — 3:15
5. «Sequoia» (Jos van den Dungen) — 4:52
6. «Valley of Dreams» (Jan Dekker, Rob Papen, Ruud van Es) — 4:49
7. «Pharao's Dream» (Jan Dekker, Rob Papen, Ruud van Es) — 7:18
8. «Celia» (Jan Dekker, Rob Papen, Ruud van Es) — 5:45
9. «African Love» (Jan Dekker, Rob Papen, Ruud van Es) — 8:09
10. «Voices in the Dark» (Jan Dekker, Rob Papen, Ruud van Es) — 11:57
11. «Respect (All my Relations)» (Jan Dekker, Rob Papen, Ruud van Es) — 5:21